# فرودگاه ترونا
فرودگاه ترونا  (به انگلیسی: Trona Airport) یک فرودگاه همگانی باربری با کد یاتا TRH است که یک باند فرود آسفالت دارد و طول باند آن ۱۸۰۷ متر است. این فرودگاه در کشور ایالات متحده آمریکا قرار دارد و در ارتفاع ۵۲۳ متری از سطح دریا واقع شده است.